# Eugenia oligandra
Eugenia oligandra är en myrtenväxtart som beskrevs av Carl Karl Wilhelm Leopold Krug och Ignatz Urban. Eugenia oligandra ingår i släktet Eugenia och familjen myrtenväxter. Inga underarter finns listade i Catalogue of Life.